# Портрет актрисы Антонии Сарате (картина Гойи, Эрмитаж)
«Портрет актрисы Антонии Сарате» — картина из собрания Эрмитажа в Санкт-Петербурге (инв. ГЭ-10198), официально атрибутируемая как произведение испанского живописца-романтика Франсиско Гойи, датируемая периодом 1810–1811 годов. Техника исполнения произведения — масляная живопись на холсте, размер полотна — 71 × 58 см.

## История создания
Картина является портретом популярной испанской актрисы Антонии Сарате (1775–1811), выступавшей в нескольких мадридских театрах. Она изображена на чёрном фоне в сценическом костюме: в чалме с полумесяцем и атласном халате с горностаевым воротником. К какой именно роли относится этот костюм, не установлено.
Известно, что Гойя написал два портрета Сарате, в посмертной описи его работ отмечено: «Гойя писал донью Антонию Сарате (жену комического актёра Хиля) дважды: один раз в 1810 году, другой — в 1811 году; обе картины находятся в собственности её сына, дона Антонио Хиль-и-Сарате, выдающегося литератора нашей эпохи. Великолепный портрет». Там не уточняется, какой именно портрет когда был создан. На втором портрете Антония Сарате изображена в чёрном платье, с мантильей, сидящей на софе с жёлтой обивкой; этот портрет находится в Национальной галерее Ирландии в Дублине. Л. Л. Каганэ предположила, что поскольку дублинский портрет является более официальным, то и создан он раньше, то есть в 1810 году, соответственно эрмитажный портрет относится к самому началу 1811 года (Сарате скончалась 4 марта того же года).

## Провенанс
После смерти Антонио Хиль-и-Сарате картина сменила нескольких владельцев в Испании, с 1907 года, по данным Л. П. Каганэ и А. Г. Костеневича, находилась в коллекции американского промышленника Генри Осборна Хэвемайера (жена Хэвемайера Луизина упоминает, что попытка приобрести оба портрета Сарате в 1901 году у её наследницы Аделаиды Хиль-и-Сарате не увенчалась успехом). Картина осталась в той части его собрания, которая не была передана согласно завещанию в Метрополитен-музей, а оказалась на публичных торгах. Опять сменив нескольких владельцев, картина в конце концов оказалась в собрании нефтяного магната Арманда Хаммера (согласно статье в New York Times, приобретена принадлежавшей Хаммеру галереей у наследника чикагской сети универмагов Marshall Field’s), который в 1972 году подарил её Эрмитажу. Выставляется в здании Нового Эрмитажа в зале 239 (Испанский просвет). В качестве ответного дара министр культуры СССР Екатерина Фурцева распорядилась передать Хаммеру картину Казимира Малевича «Динамический супрематизм № 38», извлечённую из запасников Третьяковской галереи.

## Критика
Хранитель испанской живописи в Государственном Эрмитаже Л. Л. Каганэ, анализируя картину, отмечала:

Лицо, выступающее из мрака, сильно освещённое, приковывает к себе. Голова написана в ярком холодном свете, как будто озарена лунным сиянием… Формы лепятся мягко, осязаемо, моделируются светотенью. В колорите сочетаются серые, голубые, белые, спокойные, приглушённые красные тона.

Известный итальянский искусствовед Лионелло Вентури писал:

Зарате — красавица-женщина, возбуждающая воображение художника, живущая полной жизнью тела и духа. Но здесь линия едва намечена, и отношения света и тени, поглотившие линию, создают очарование. Этот портрет… — отражение глубокой внутренней жизни, жизни сердца. Это в гораздо большей степени портрет души, чем лица.

## В массовой культуре
В 1985 году Министерством связи СССР был выпущен почтовый блок с двумя марками с репродукцией этой картины и купоном, номинал блока — 50 + 50 копеек (№ 5602 по каталогу ЦФА).

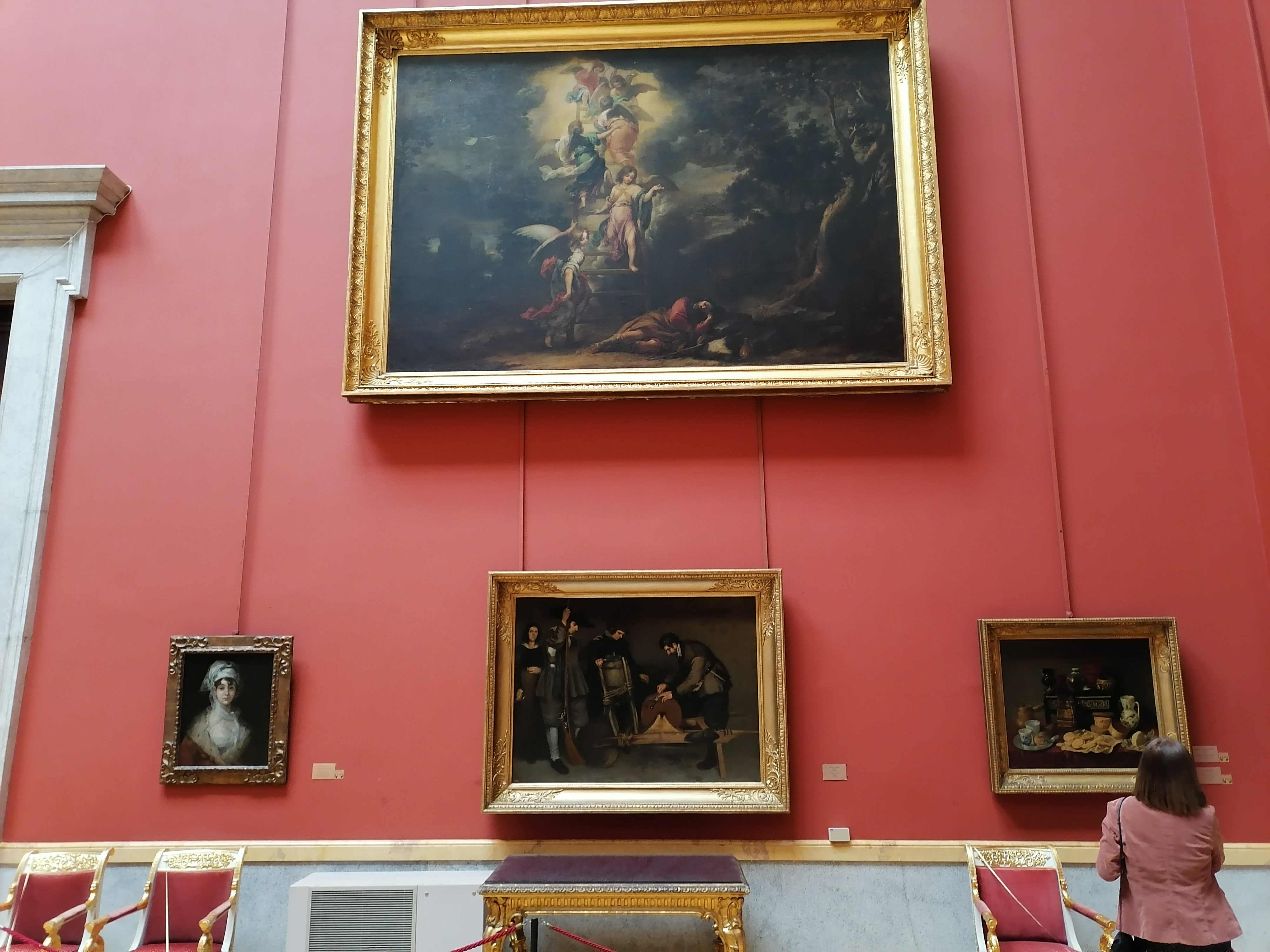
Картина в Испанском просвете (зал 239) Нового Эрмитажа
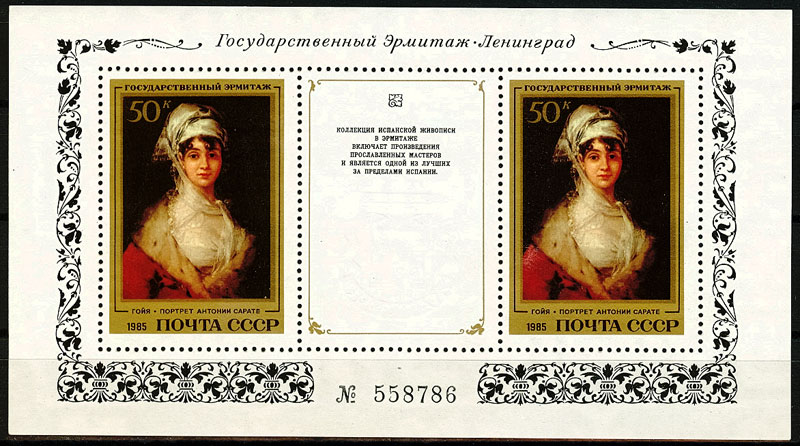
Почтовый блок СССР с репродукцией картины
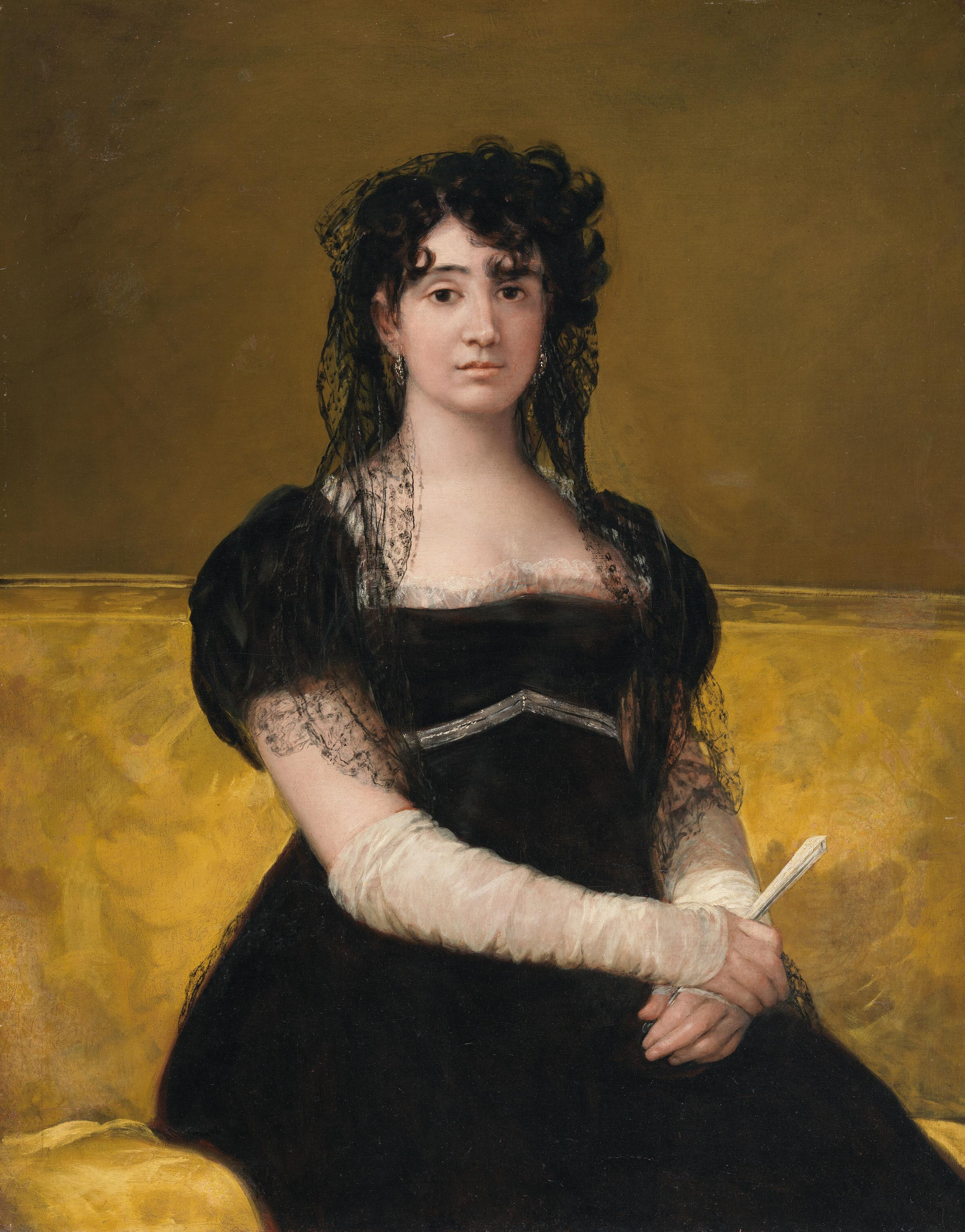
Гойя. «Портрет Антонии Сарате». Национальная галерея Ирландии, Дублин

В популярной прессе выдвигались теории о неких «экспертах КГБ», якобы установивших, что картина является подделкой, однако в научном искусствоведческом сообществе подобные «журналистские расследования» игнорируются. Эта же теория продвигается и в художественной литературе, например в повести «Невозможность путешествий» Дмитрий Бавильский пишет, что «женский портрет кисти Гойи оказался подделкой».